# Крюковцев, Евгений Кузьмич
Евге́ний Кузьми́ч Крю́ковцев (р. 26 июня 1938 года, Почеп, Орловская область (ныне Брянская) — советский и российский валторнист и музыкальный педагог, артист оркестра Большого театра и академического симфонического оркестра Московской филармонии, преподаватель Московской консерватории и музыкального колледжа при Московской консерватории, лауреат всесоюзного конкурса, Заслуженный работник культуры Российской Федерации.

## Награды и звания
- Лауреат II премии Всесоюзного конкурса музыкантов-исполнителей (1963)
- Член Союза Театральных деятелей России (1971)
- Ветеран Большого театра СССР (1989)
- Заслуженный работник культуры Российской Федерации (1992)